# Pierre de Montreuil
Pierre de Montreuil, e non Pierre de Montereau (1200 circa – Parigi, 17 marzo 1266), è stato un architetto francese.
Le notizie riguardo alla sua vita sono scarse e le fonti contraddittorie, ma viene generalmente considerato uno dei maggiori architetti dell'architettura gotica, ed è il primo "maestro muratore" (come venivano allora chiamati gli architetti) di cui si conosca la carriera.

## Biografia
Dopo un periodo di formazione avvenuto in Champagne, notato per il suo talento, fu chiamato verso il 1239 all'abbazia di Saint-Germain-des-Prés a Parigi per realizzarvi il nuovo refettorio e la cappella assiale della Vergine. A quell'epoca era già "maestro".
Dal 1247 avrebbe lavorato alla basilica di Saint-Denis, sostituendo il cosiddetto Maestro di Saint-Denis già impiegato nella ricostruzione del coro e piedicroce dal 1231. 
Tra il 1246 e il 1248 costruì il proprio capolavoro, la Sainte-Chapelle, commissionata da Luigi IX. Situata sull'Île de la Cité, rappresenta un modello di arte gotica, privilegiando le aperture e le vetrate, riducendo nel contempo al minimo le mura.
Verso il 1250 costruì la Sainte-Chapelle de Notre-Dame nell'abbazia di Saint-Germain-des-Prés, una grande cappella a una navata. Gli viene ugualmente attribuita, verso il 1260, la modifica dei bracci del transetto della Cattedrale di Notre-Dame, così come la cappella del castello di Vincennes, e il refettorio del priorato di Saint-Martin-des-Champs a Parigi (oggi biblioteca del Conservatoire national des arts et métiers).
La sua tomba, con quella della moglie, fu edificata a Saint-Germain-des-Prés, nella cappella che aveva innalzato. Il suo epitaffio indicava il titolo di "dottore (o maestro) dei muratori" (doctor lathomorum). La cappella fu demolita nel 1794; ne rimangono oggi alcuni frammenti nella piazza accanto alla navata della chiesa abbaziale, e un portale conservato presso il Museo nazionale del Medioevo.